# Gejzer

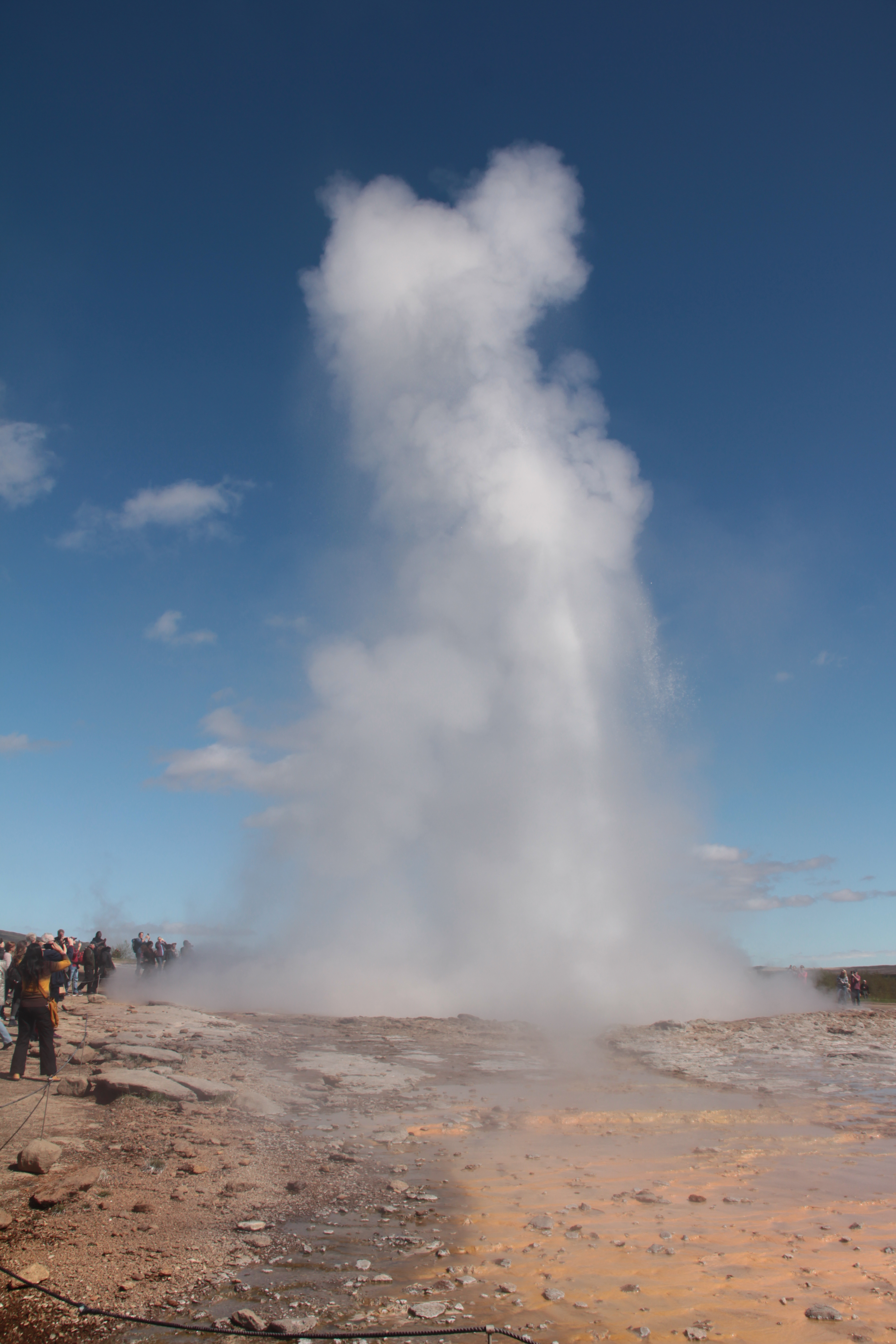
Geysir – gejzer w Islandii, od którego nazwy rozpowszechnił się termin „gejzer”

Gejzer – rodzaj gorącego źródła, które okresowo wyrzuca gwałtownie strumień gorącej wody i pary wodnej. 
Woda gejzerów ogrzewana jest w procesie hydrotermalnym w wyniku czynnej lub niedawno wygasłej aktywności wulkanicznej. Wybuchy gejzerów są dość regularne, ale dla każdego źródła odstępy pomiędzy kolejnymi wybuchami są inne. Woda wyrzucana jest zazwyczaj na wysokość 30–60 m.

## Etymologia
Nazwa gejzer pochodzi od islandzkiego słowa gjose, które oznacza „tryskać, wybuchać” . Rozpowszechniła się za sprawą nazwy islandzkiego gejzeru – Geysir, który nazywany był tak od 1647 roku .  

## Opis
Gejzer to gorące źródło występujące na obszarach czynnej lub niedawno wygasłej aktywności wulkanicznej, które okresowo wyrzuca słup wody gruntowej ogrzanej przez gorące gazy pochodzenia wulkanicznego oraz parę wodną . Wody gejzerów zawierają rozpuszczone substancje mineralne, które się osadzają w ich otoczeniu, m.in. gejzeryt (rodzaj martwicy krzemionkowej) czy aragonit . 

### Wybuch gejzeru
Pierwszą naukową teorię na temat przyczyn wybuchów gejzerów przedstawiał brytyjski geolog George Mackenzie (1780–1848). Eksplozja miała następować wskutek ekspansywnej siły pary wodnej zgromadzonej w zbiorniku pod gejzerem. Teoria ta zdobyła popularność wśród niektórych badaczy. 
Pruski urzędnik Otto Ludwig Krug von Nidda (1810–1885), który w latach 30. XIX w. badał na Islandii złoża siarki , teoretyzował o kilku podziemnych odgałęzieniach, w których zbiera się para wodna, która w końcu wypycha wodę na powierzchnię poprzez otwór gejzeru, opróżniając zbiornik i znajdując ujście. E.T. Allen i A.L. Day uważali, że rozprężanie i sprężanie się pary wodnej w zbiorniku podziemnym powoduje ruch wody na powierzchni. 
Niemiecki fizyk Robert Bunsen (1811–1899) przedstawił teorię erupcji Geysiru, która tłumaczy mechanizm wybuchu gejzerów stożkowych. 
Współczesne badania przyczyniły się do lepszego zrozumienia mechanizmu aktywności gejzerów. Aktywność gejzerów związana jest z hydrologicznymi i termicznymi właściwościami wody i pary wodnej.   
Wybuch gejzeru powodowany jest nagłym uwolnieniem ciśnienia, które zatrzymuje prawie wrzącą wodę w głębokich, wąskich kanałach pod gejzerem . Gdy w kanałach zaczyna tworzyć się para wodna, gorąca woda ucieka przez krater gejzeru, a ciśnienie słupa wody pod gejzerem spada . Wtedy woda pod gejzerem zaczyna wrzeć i zamienia się w parę, wypychając więcej wody z przewodu i dalej obniżając ciśnienie . Ta reakcja trwa, dopóki gejzer nie wyczerpie zapasu wrzącej wody . Temperatura wrzenia wody rośnie wraz z ciśnieniem – na głębokości 30 metrów pod powierzchnią, temperatura wrzenia wynosi około 140 °C .
Wybuchy gejzerów mają miejsce regularnie, lecz z różną częstotliwością – od kilku minut do kilku lub kilkunastu godzin albo dni . Woda jest zazwyczaj wyrzucana do wysokości 30–60 m, a kłęby pary wodnej przekraczają niekiedy wysokość 300 m . 

### Rodzaje gejzerów
Wyróżnia się dwa typy gejzerów:
- fontannowe (fountain geysers, pool geysers) – wybuch następuje z niewielkiego zbiornika wodnego na powierzchni, najczęściej jest to seria gwałtownych i intensywnych wybuchów, które raczej ograniczają się do rozprysków i rozbryzgów[8]. Większość gejzerów fontannowych jest niewielkich rozmiarów; wyjątki stanowią m.in. Grand Geyser, Great Fountain Geyser i Echinus Geyser na terenie Yellowstone[8].
- stożkowe (cone geysers, columnar geysers) – wybuch następuje z małego stożka, który utworzył się z wytrącających się osadów, często w postaci wysokich strumieni wody[9]. Gejzery stożkowe występują rzadko, należą do nich m.in. Old Faithful, Daisy Geyser i Riverside Geyser na terenie Yellowstone[8].

Niektórzy do gejzerów zaliczają również gorące źródła typu bubble-shower spring, w których wybuch następuje w wyniku gwałtownego wrzenia wody na powierzchni zbiornika, a nie wskutek podziemnej działalności pary wodnej. Przykładem bubble-shower spring jest Crested Pool na terenie Yellowstone.
Obserwuje się również podobne zjawiska zwane zimnymi gejzerami (ang. cold-water geysers), których mechanizm jest jednak inny – ich erupcje spowodowane są dwutlenkiem węgla a nie wynikiem działalności pary wodnej. Przykładem zimnego gejzeru jest gejzer w Andernach w Niemczech czy gejzer w Herľanach na Słowacji. 
| Rodzaje gejzerów                                                      |  |
|                                                                       |  |
| Gejzer fontannowy (z lewej strony); Gejzer stożkowy (z prawej strony) |  |

## Występowanie

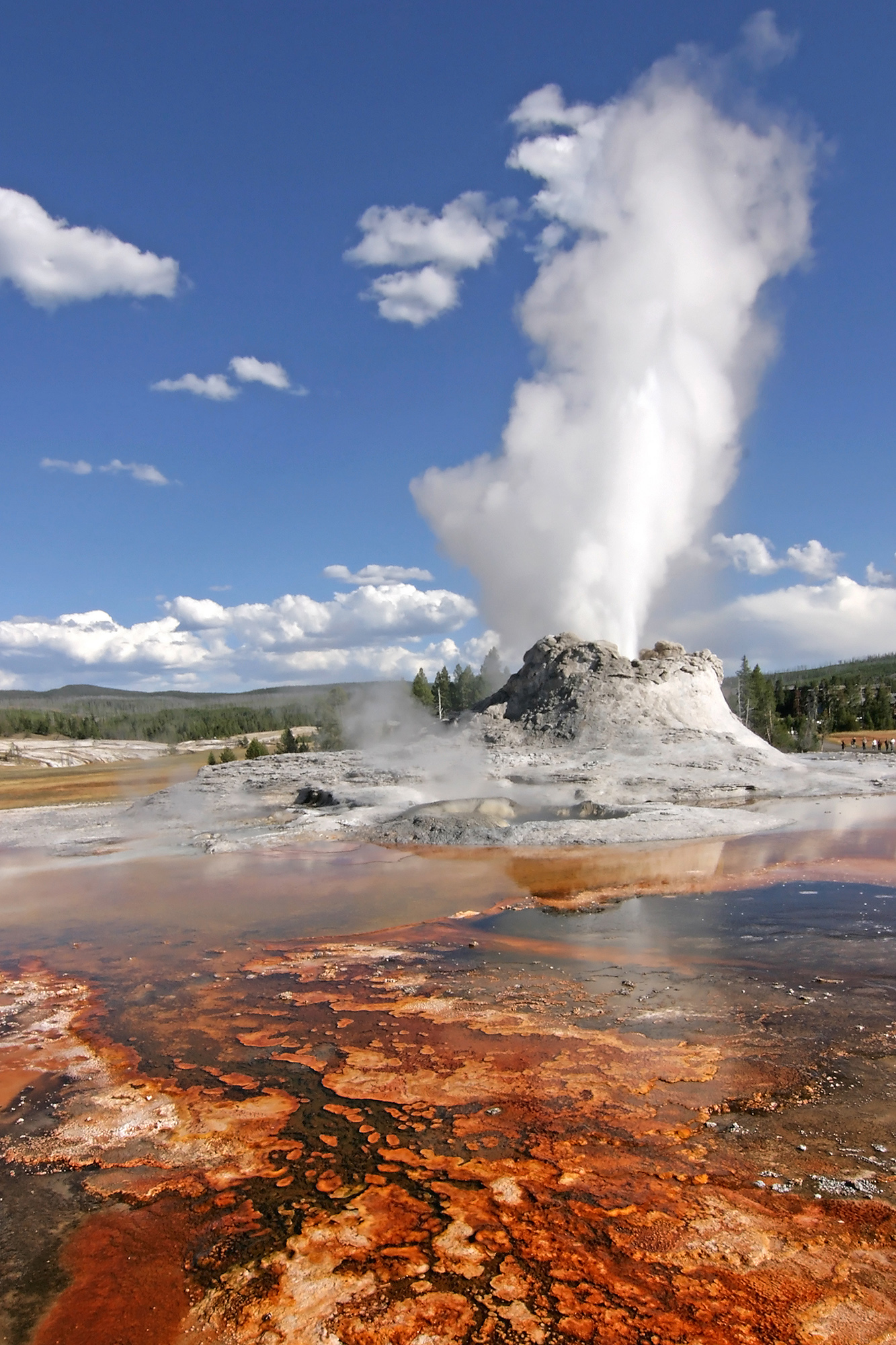
Castle Geyser w Yellowstone

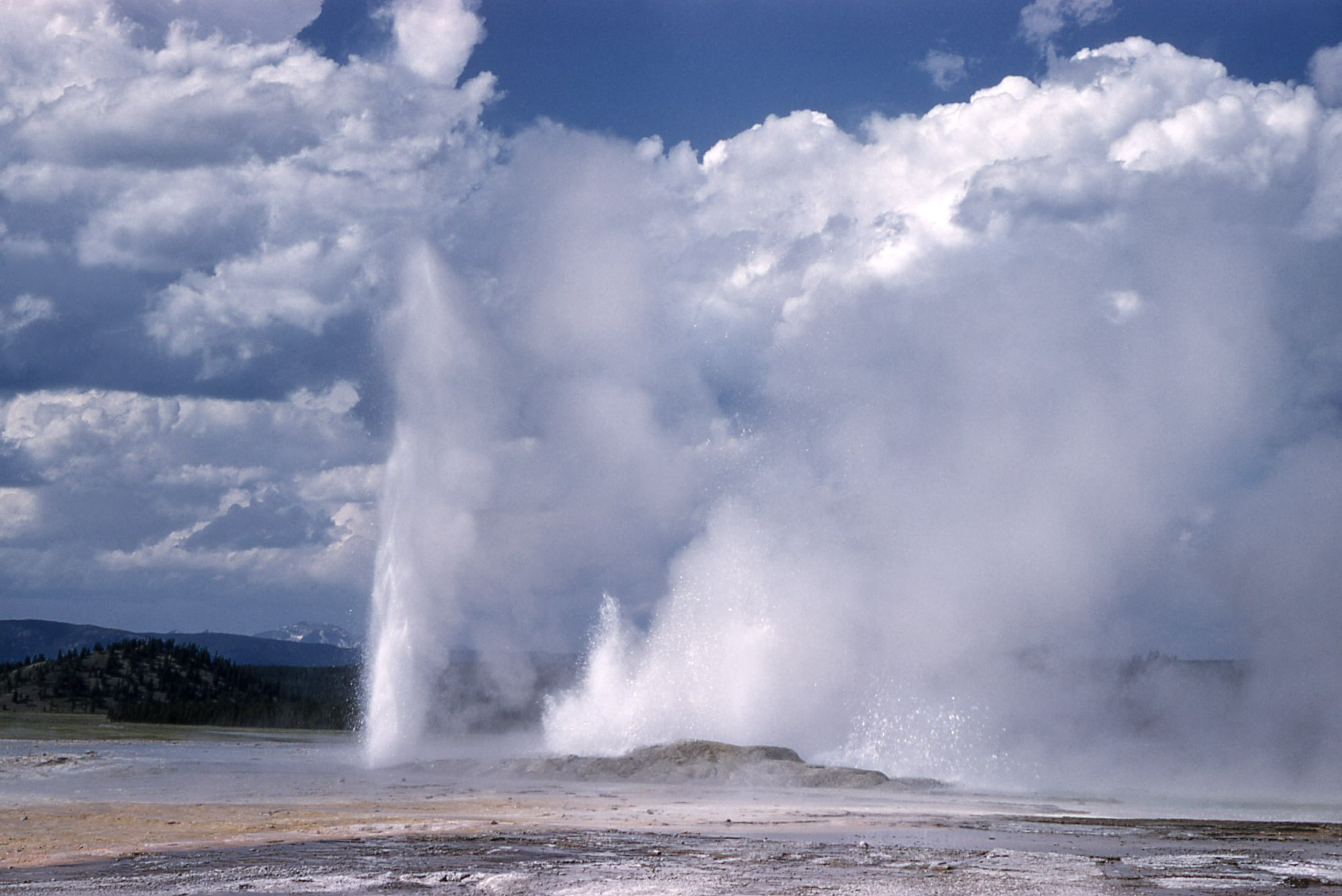
Clepsydra Geyser w Yellowstone, 1961

Gejzery są dość rzadkim zjawiskiem, wymagającym kombinacji szczególnych warunków: źródła ciepła, rezerwuaru wody, optymalnego ujścia oraz systemu kanałów doprowadzających wodę po erupcji. Na świecie występuje nie więcej niż 400 gejzerów. 
Najsłynniejsze miejsca występowania gejzerów na świecie to:
- Park Narodowy Yellowstone (Wyoming, USA) – gdzie znajduje się ok. 200 aktywnych gejzerów, w tym najpotężniejszy gejzer świata – Steamboat Geyser, który wyrzuca wodę na ponad 90 m w górę[13]
- Islandia – gdzie występuje ok. 40 aktywnych gejzerów
- Wyspa Północna (Nowa Zelandia) – gdzie znajduje się nieaktywny gejzer Waimangu, który był najpotężniejszym gejzerem na świecie
- Kamczatka (Rosja) – gdzie w Dolinie Gejzerów znajduje się ok. 100 aktywnych gejzerów
- Japonia – gejzery m.in. w Atami

Ponadto pojedyncze gejzery znajdują się w Chile, Meksyku, Indonezji, Chinach, na Azorach i na wyspach Pacyfiku, a także na wyspie Unmak na Alasce i w Basin and Range Province w zachodniej części USA.